# Carrer de les Coques (Tarragona)
El Carrer de les Coques és una obra de Tarragona protegida com a Bé Cultural d'Interès Local.

## Descripció
Carrer significatiu de l'acròpolis eclesiàstica d'època medieval a la qual s'obrien edificis importants com el castell de Patriarca, destruït pels francesos el 1811, l'hospital de la Seu, datat en el 1171 o la casa dels Concilis del segle xvi. Des d'ell s'accedia a l'antic fossar medieval de la ciutat.